# 広瀬村 (静岡県)
広瀬村（ひろせむら）は静岡県の西部、豊田郡・磐田郡に属していた村である。
磐田市北部、現在の天竜川にかかる浜北大橋の東側一帯にあたる。

## 地理
- 河川：天竜川

## 歴史
- 1889年（明治22年）4月1日 - 町村制の施行により、掛下村、平松村、惣兵衛下新田、上神増村、神増村、社山村、壱貫地村、三家村、松ノ木島村、下神増村が合併して豊田郡広瀬村が発足。
- 1896年（明治29年）4月1日 - 郡制の施行により所属郡が磐田郡に変更。
- 1955年（昭和30年）4月1日 - 敷地村・野部村と合併して豊岡村が発足。同日広瀬村廃止。

## 交通

### 鉄道路線
- 光明電気鉄道（1928年 - 1936年）
  - 光明電気鉄道線
    - 掛下駅 - 平松駅 - 神増駅 - 上神増駅